# Distrikt Ataura
Der Distrikt Ataura liegt in der Provinz Jauja in der Region Junín im zentralen Westen Perus. Der Distrikt wurde am 27. März 1935 gegründet. Er hat eine Fläche von 5,79 km². Beim Zensus 2017 lebten 1352 Einwohner im Distrikt. Im Jahr 1993 betrug die Einwohnerzahl 1406, im Jahr 2007 1269. Verwaltungssitz ist die 3344 m hoch gelegene Ortschaft Ataura mit 1065 Einwohnern (Stand 2017). Ataura liegt 7 km südöstlich der Provinzhauptstadt Jauja. Die Nationalstraße 3S von Jauja nach Huancayo führt durch den Distrikt.

## Geografische Lage
Der Distrikt Ataura liegt im Süden der Provinz Jauja. Er befindet sich im Andenhochland am linken östlichen Flussufer des nach Südosten strömenden Río Mantaro. 
Der Distrikt Ataura grenzt im Südwesten an die Distrikte Muquiyauyo und Huaripampa, im Nordwesten an die Distrikte Sausa, Jauja und Huertas, im Nordosten an den Distrikt Masma sowie im Südosten an den Distrikt Huamalí.

## Verkehr
Durch den Distrikt Ataura führt die Bahnstrecke La Oroya–Huancavelica, an der auch der Ort Ataura einen Bahnhof hat.